# Судогда
Су́догда — город (с 1778) во Владимирской области России, административный центр Судогодского района.
Образует одноимённое муниципальное образование город Судогда со статусом городского поселения как единственный населённый пункт в его составе.
Население — 10 408 человека (2021).

## Происхождение названия
Город назван по расположению на реке Судогда. В свою очередь гидроним по наиболее распространённой версии имеет финно-угорское происхождение.
По другой версии происходит от татарского су — вода и догд — вокруг («кругом вода», «большая вода»; соответственно название реки Соймы объясняется как «малая вода»).

## География
Находится в 40 км к юго-востоку от Владимира, на реке Судогде (правый приток Клязьмы).
Исторически Судогда располагалась на крупном почтовом тракте из Владимира в Муром; в настоящее время автомагистраль Р72 Владимир — Муром — Арзамас проходит к северу от города.

## История
Впервые упоминается в 1552 году как Ямская слобода с населением «финского происхождения» (имелись в виду потомки финно-угорского племени мурома), затем в XVII веке как Судогодская слобода, принадлежавшая сначала думскому дьяку Ивану Грязеву, а после его смерти в 1640 году — московскому Симонову монастырю.
В 1778 году по указу Екатерины II Судогда стала уездным городом Судогодского уезда Владимирского наместничества, с 1796 года — заштатным, в 1803 году восстановлена в правах уездного города Судогодского уезда Владимирской губернии.
В 1781 году появился герб города, четверо серебряных граблей в нижней части герба символизировали основное занятие судогодцев — заготовку сена. В 1784 году в городе была проведена первая перепись населения, согласно которой в 50 дворах Судогды проживало 243 человека, из них 126 мужчин и 117 женщин. К 1788 году был разработан генеральный план застройки города, по которому он был разбит на сетку прямоугольных кварталов, расположенных вдоль дороги из Владимира в Муром.
В 1806 году сильным пожаром были уничтожены почти все постройки города, в том числе деревянные церкви Николая Чудотворца и св. мученика Мины. В 1814 году на новом месте был освящён каменный Екатерининский собор, но второй крупный пожар, случившийся в 1838 году, вновь нанёс сильный ущерб: собор обгорел снаружи и внутри, были спасены только некоторые иконы, утварь и ризница. Храм был восстановлен и освящён в 1891 году. В 50-х годах XX века был взорван, в последние годы вновь ведётся восстановление.
В 1870 году в Судогде были построены здание присутственных мест и церковь Александра Невского, которая в основном выполняла функции тюремной (рядом с церковью располагалась уездная тюрьма). Церкви принадлежала тюремная библиотека, которой заведовал настоятель церкви о. Аркадий Колеров (1865—1914), обучавший желающих (из неграмотных заключённых) чтению и письму.
В 1879 году начала работу первая в городе льнопрядильная фабрика, в августе 1897 года — бутылочный завод, ставший впоследствии крупнейшим предприятием города — заводом «Красный химик», выпускавшим стеклотару, а с 1960-х годов — стекловолокно, стеклоткани и стеклопластики.
Начиная с 1991 года «Красный химик» (с июля 1996 года — ОАО «Судогодское стекловолокно»), пройдя ряд реорганизаций, распался на несколько автономных компаний, производящих стеклопластик и базальтовую нить.

## Население
| 1784    | 1856    | 1859    | 1870    | 1890    | 1897    | 1913    | 1920    | 1923    |
| ------- | ------- | ------- | ------- | ------- | ------- | ------- | ------- | ------- |
| 243     | ↗2500   | ↘2416   | ↗2499   | ↗3406   | ↘3182   | ↗4100   | ↘3067   | ↗3508   |
| 1926    | 1939    | 1959    | 1970    | 1979    | 1989    | 1992    | 2000    | 2001    |
| ↗5828   | ↗6233   | ↗7490   | ↗10 535 | ↗12 384 | ↗14 191 | ↗14 600 | ↘14 500 | →14 500 |
| 2002    | 2003    | 2005    | 2006    | 2009    | 2010    | 2011    | 2012    | 2013    |
| ↘13 328 | ↘13 300 | ↘12 900 | ↘12 700 | ↘12 190 | ↘11 848 | ↘11 784 | ↘11 559 | ↘11 276 |
| 2014    | 2015    | 2016    | 2017    | 2018    | 2019    | 2020    | 2021    |         |
| ↘11 023 | ↘10 794 | ↘10 673 | ↘10 527 | ↘10 442 | ↘10 298 | ↘10 113 | ↗10 408 |         |

На 1 января 2025 года по численности населения город находился на 912-м месте из 1124 городов Российской Федерации.
Национальный состав
По итогам переписи населения 2020 года проживали следующие национальности (национальности менее 0,1 % и другое, см. в сноске к строке «Другие»):
| Национальность | Численность, чел. | Доля     |
| -------------- | ----------------- | -------- |
| Русские        | 8985              | 86,33 %  |
| Азербайджанцы  | 18                | 0,17 %   |
| Украинцы       | 14                | 0,13 %   |
| Другие         | 1391              | 13,37 %  |
| Итого          | 10 408            | 100,00 % |

## Экономика
В настоящее время развиты производство стекловолокна, кровельных материалов, конструкционных тканей, базальтовой нити на ОАО «Судогодские пластики»; лёгкая промышленность (льнопрядильная и швейная фабрики); мебельное производство; пищевая промышленность (ОАО «Судогодский молочный завод»).
К городу подходила железнодорожная ветка от станции Волосатая на линии Ковров — Муром. В 2006 году она была разобрана на участке Нерудная — Судогда.
В шести километрах от Судогды 21 декабря 2023 года открылась скоростная федеральная автодорога «Восток» (М-12).

## Культура, образование, спорт

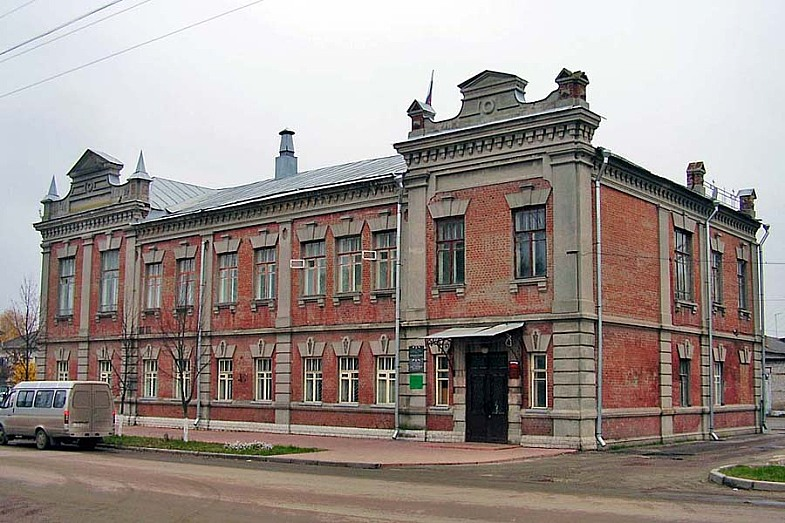
Здание Судогодской ДШИ и краеведческого музея

В городе — 2 средние общеобразовательные школы, основная общеобразовательная и вечерняя (сменная) школы, центр внешкольной работы, детский хоккейный клуб «Судогодец», Судогодская ДШИ (музыкальная и художественная школы).
Действуют два храма, воскресная школа, районный дом культуры. В 2007 году был открыт краеведческий музей.
Всероссийский турнир юных хоккеистов памяти Александра Рагулина проходит ежегодно в дни зимних каникул (впервые организован самим Рагулиным в 2002 году).
В 2011 году создана организация «Судогда Кросс клуб» и проводятся официальные соревнования по автоспорту.

## СМИ
Телевидение
- «Судогда ТВ»[36]

Газеты
- Районная общественно-политическая газета «Судогда и судогодцы» (основана 25 апреля 1931 года, ранее выходила под названиями «Ударник» и «Ленинец»). Официальный сайт газеты sudogda.info

## Планировка города и достопримечательности
Старая часть Судогды, расположенная на левом берегу реки, сохранила исторически сложившуюся прямоугольную сетку улиц. На центральной улице, носящей имя Ленина (бывшая Екатерининская), интерес представляют здания XIX — начала XX веков, среди которых дом основателя судогодского стекольного завода Евграфа Голубева и деревянный дом его матери, здания городского пожарного депо и реального училища (ныне — школа № 1), дом городского головы с барочными мотивами, храм Александра Невского и Екатерининский собор. На Красной улице (бывшей Дворянской) сохранился почти без изменений комплекс городской усадьбы конца XVIII — начала XIX веков (ныне — частный дом) и бывшее приходское училище (постройки 1903 года, ныне — почта). Застройка других улиц центра и примыкающих к нему микрорайонов Хорышево и Посадка — малоэтажная, в основном деревянная.
На правом берегу реки расположены новые микрорайоны Пойма, Химик, Строителей, Новая Фабрика, появившиеся благодаря развитию крупнейших предприятий города — завода «Красный Химик» и текстильной фабрики.